# Дарьевский мост
Дарьевский мост — автомобильный мост на Украине через реку Ингулец, расположенный у села Дарьевка Херсонского района Херсонской области в сторону Каховской ГЭС на автодороге E58.
Общая протяженность моста составляет около 100 метров, общая ширина — 12 метров, ширина проезжей части — 10 метров, пешеходные тротуары с двух сторон по 1 метру.

## История
Первый мост через Ингулец уже существовал по состоянию на 1886.
Во время индустриализации советской Украины в 1938 году по автодороге E58 был построен мощный мост через реку Ингулец. Тогда у него была длина 63,7 м. При этом габарит проезда составлял 4,1 м. Во время Второй мировой войны крайние пролёты моста были частично взорваны. Во время послевоенного восстановления восстановление моста началось в 1948 году и длилось следующие четыре года. К 1952 году строители засыпали разрушенные пролёты. Пропускные габариты оставшегося моста не обеспечивали прохождение весеннего паводка. По результатам гидрологических расчетов было принято решение об увеличении пропускных габаритов моста.

## Российско-украинская война
Утром 23 июля 2022 украинские военные вынуждены были повредить Дарьевский мост, чтобы остановить наступление российских войск. 26 августа ВСУ также ударили по Дарьевскому мосту.

## Описание
После реконструкции полная длина моста, расположенного на прямой, увеличилась до 97,69 метра, а ширина проезжей части выросла до 10 метров. Были устроены пешеходные тротуары с обеих сторон по 1 метру. Существующие опоры были усилены (выполнена железобетонная рубашка), а также специалистами ООО «Мостпроект» было осуществлено наращивание высоты тела опор. Для создания новых пролетов построены новые опоры. Фундаменты глубокой закладки на буровых сваях. Произведена полная замена пролетного строения на балочную температурно-неразрезную систему из железобетонных П-образных каркасных балок. Покрытие проезжей части и асфальтобетонных тротуаров. Деформационные швы резиново-металлические (с резиновым компенсатором).